# Sofia Goggia
Sofia Goggia (ur. 15 listopada 1992 w Bergamo) – włoska narciarka alpejska, dwukrotna medalistka igrzysk olimpijskich i mistrzostw świata.

## Kariera
Na arenie międzynarodowej Sofia Goggia po raz pierwszy pojawiła się 28 listopada 2007 roku w Livigno, gdzie w zawodach juniorskich w gigancie nie ukończyła pierwszego przejazdu. W 2010 roku wystartowała na mistrzostwach świata juniorów w Regionie Mont Blanc, zajmując szóste miejsce w zjeździe. Startowała także na rozgrywanych trzy lata później mistrzostwach świata juniorów w Quebecu, jednak nie ukończyła żadnej konkurencji.
W zawodach Pucharu Świata zadebiutowała 28 grudnia 2011 roku w Lienzu, gdzie nie zakwalifikowała się do pierwszego przejazdu giganta. Pierwsze pucharowe punkty wywalczyła 30 listopada 2013 roku w Beaver Creek, zajmując siódme miejsce w supergigancie. Blisko trzy lata później, 26 listopada 2016 roku w Killington po raz pierwszy stanęła na podium zawodów tego cyklu, zajmując trzecie miejsce w gigancie. W zawodach tych wyprzedziły ją jedynie Francuzka Tessa Worley i Nina Løseth z Norwegii.
W 2013 roku wystartowała na mistrzostwach świata w Schladming, gdzie była między innymi czwarta w supergigancie. Walkę o medal przegrała tam z Julią Mancuso z USA o 0,05 sekundy. Na tych zawodach zajęła także siódme miejsce w superkombinacji oraz 22. miejsce w zjeździe. Podczas rozgrywanych cztery lata później mistrzostw świata w Sankt Moritz zajęła trzecie miejsce w gigancie, ulegając tylko Tessie Worley i Mikaeli Shiffrin z USA. W sezonie 2016/2017 zajęła trzecie miejsce w klasyfikacji generalnej i klasyfikacji giganta, a w klasyfikacji zjazdu była druga. Rok później była najlepsza w klasyfikacji zjazdu, a w klasyfikacji generalnej była tym razem czwarta.
W 2018 roku na igrzyskach w Pjongczangu została mistrzynią olimpijską w zjeździe, wyprzedzając Norweżkę Ragnhild Mowinckel i Lindsey Vonn z USA. Na tych samych igrzyskach była też między innymi jedenasta w gigancie i supergigancie.
W październiku 2018 doznała złamania kości strzałkowej na treningu co wykluczyło ją ze startów do końca tego roku kalendarzowego.
31 stycznia 2021 doznała kontuzji kolana podczas treningu supergiganta w Garmisch-Partenkirchen, która wykluczyła ją z mistrzostw świata w Cortinie d’Ampezzo.
Została wyznaczona jako chorąży reprezentacji Włoch na igrzyska olimpijskie w Pekinie w 2022, ale jej start w tej imprezie był niepewny z powodu kontuzji kolana odniesionej 23 stycznia 2022 na trasie supergiganta w Cortina d’Ampezzo. Ostatecznie wystartowała na igrzyskach, zdobywając w zjeździe srebrny medal, ustępując tylko Corinne Suter ze Szwajcarii.
W sezonach 2020/2021, 2021/2022 i 2022/2023 zwyciężała w klasyfikacji zjazdu. Łącznie 21 razy stanęła na podium, odnosząc piętnaście zwycięstw. Na mistrzostwach świata w Courchevel/Méribel w lutym 2023 roku była jedenasta w supergigancie, a w zjeździe została zdyskwalifikowana.
Sezon 2023/2024 zakończyła przedwcześnie, po tym jak złamała nogę podczas treningu. Kontuzja wykluczyła ją ze startów do końca sezonu. W klasyfikacji generalnej zajęła ostatecznie siódme miejsce, a w klasyfikacji zjazdu była trzecia.

## Osiągnięcia

### Igrzyska olimpijskie
| Miejsce | Dzień     | Rok  | Miejscowość | Konkurencja     | Czas biegu | Strata | Zwyciężczyni     |
| ------- | --------- | ---- | ----------- | --------------- | ---------- | ------ | ---------------- |
| 11.     | 15 lutego | 2018 | Pjongczang  | Gigant          | 2:20,02    | +1,78  | Mikaela Shiffrin |
| 11.     | 17 lutego | 2018 | Pjongczang  | Supergigant     | 1:21,11    | +0,54  | Ester Ledecká    |
| 1.      | 21 lutego | 2018 | Pjongczang  | Zjazd           | 1:39,22    | –      | –                |
| DNS1    | 22 lutego | 2018 | Pjongczang  | Superkombinacja | 2:20,90    | -      | Michelle Gisin   |
| 2.      | 15 lutego | 2022 | Pekin       | Zjazd           | 1:31,87    | +0,16  | Corinne Suter    |

### Mistrzostwa świata
| Miejsce | Dzień     | Rok  | Miejscowość        | Konkurencja     | Czas biegu | Strata | Zwyciężczyni       |
| ------- | --------- | ---- | ------------------ | --------------- | ---------- | ------ | ------------------ |
| 4.      | 5 lutego  | 2013 | Schladming         | Supergigant     | 1:35,39    | +0,57  | Tina Maze          |
| 7.      | 8 lutego  | 2013 | Schladming         | Superkombinacja | 2:39,92    | +2,77  | Maria Höfl-Riesch  |
| 22.     | 10 lutego | 2013 | Schladming         | Zjazd           | 1:50,00    | +2,85  | Marion Rolland     |
| 10.     | 3 lutego  | 2017 | Sankt Moritz       | Supergigant     | 1:32,34    | +0,91  | Nicole Schmidhofer |
| DNF2    | 10 lutego | 2017 | Sankt Moritz       | Superkombinacja | 1:58,88    | -      | Wendy Holdener     |
| 4.      | 12 lutego | 2017 | Sankt Moritz       | Zjazd           | 1:32,85    | +0,52  | Ilka Štuhec        |
| 3.      | 16 lutego | 2017 | Sankt Moritz       | Gigant          | 2:05,55    | +0,74  | Tessa Worley       |
| 2.      | 5 lutego  | 2019 | Åre                | Supergigant     | 1:04,89    | +0,02  | Mikaela Shiffrin   |
| 15.     | 10 lutego | 2019 | Åre                | Zjazd           | 1:01,74    | +1,02  | Ilka Štuhec        |
| DNF2    | 14 lutego | 2019 | Åre                | Gigant          | 2:01,97    | -      | Petra Vlhová       |
| DNS2    | 6 lutego  | 2023 | Courchevel/Méribel | Kombinacja      | 1:57,47    | -      | Federica Brignone  |
| 11.     | 8 lutego  | 2023 | Courchevel/Méribel | Supergigant     | 1:28,06    | +0,76  | Marta Bassino      |
| DSQ     | 11 lutego | 2023 | Courchevel/Méribel | Zjazd           | 1:28,03    | -      | Jasmine Flury      |
| 5.      | 6 lutego  | 2025 | Saalbach           | Supergigant     | 1:20,47    | +0,30  | Stephanie Venier   |
| 16.     | 6 lutego  | 2025 | Saalbach           | Zjazd           | 1:41,29    | +1,97  | Breezy Johnson     |
| DNF1    | 13 lutego | 2025 | Saalbach           | Gigant          | 2:22,71    | -      | Federica Brignone  |

### Mistrzostwa świata juniorów
| Miejsce | Dzień       | Rok  | Miejscowość       | Konkurencja | Czas biegu | Strata | Zwyciężczyni         |
| ------- | ----------- | ---- | ----------------- | ----------- | ---------- | ------ | -------------------- |
| DNF     | 31 stycznia | 2010 | Region Mont Blanc | Supergigant | 1:32,21    | -      | Marine Gauthier      |
| DNF2    | 1 lutego    | 2010 | Region Mont Blanc | Slalom      | 1:34,47    | -      | Christina Geiger     |
| 6.      | 4 lutego    | 2010 | Region Mont Blanc | Zjazd       | 1:20,89    | +1,34  | Jéromine Géroudet    |
| 46.     | 5 lutego    | 2010 | Region Mont Blanc | Gigant      | 1:38,34    | +4,77  | Mona Løseth          |
| DNS1    | 21 lutego   | 2013 | Québec            | Slalom      | 1:52,10    | -      | Magdalena Fjällström |
| DNS2    | 22 lutego   | 2013 | Québec            | Gigant      | 2:22,23    | -      | Lisa-Maria Zeller    |
| DNS     | 24 lutego   | 2013 | Québec            | Supergigant | 1:00,89    | -      | Stephanie Venier     |

### Puchar Świata

#### Miejsca w klasyfikacji generalnej
- sezon 2013/2014: 85.
- sezon 2014/2015: 123.
- sezon 2015/2016: 38.
- sezon 2016/2017: 3.
- sezon 2017/2018: 4.
- sezon 2018/2019: 22.
- sezon 2019/2020: 11.
- sezon 2020/2021: 9.
- sezon 2021/2022: 6.
- sezon 2022/2023: 5.
- sezon 2023/2024: 7.
- sezon 2024/2025: 3.

#### Miejsca na podium
1. Killington – 26 listopada 2016 (gigant) – 3. miejsce
2. Lake Louise – 2 grudnia 2016 (zjazd) – 2. miejsce
3. Lake Louise – 4 grudnia 2016 (supergigant) – 3. miejsce
4. Sestriere – 10 grudnia 2016 (gigant) – 2. miejsce
5. Val d’Isère – 16 grudnia 2016 (superkombinacja) – 3. miejsce
6. Val d’Isère – 17 grudnia 2016 (zjazd) – 3. miejsce
7. Maribor – 7 stycznia 2017 (gigant) – 2. miejsce
8. Cortina d’Ampezzo – 28 stycznia 2017 (zjazd) – 2. miejsce
9. Cortina d’Ampezzo – 29 stycznia 2017 (supergigant) – 2. miejsce
10. Jeongseon – 4 marca 2017 (zjazd) – 1. miejsce
11. Jeongseon – 5 marca 2017 (supergigant) – 1. miejsce
12. Aspen – 15 marca 2017 (zjazd) – 3. miejsce
13. Val d’Isère – 16 grudnia 2017 (supergigant) – 2. miejsce
14. Val d’Isère – 17 grudnia 2017 (supergigant) – 3. miejsce
15. Kranjska Gora – 6 stycznia 2018 (gigant) – 3. miejsce
16. Bad Kleinkirchheim – 14 stycznia 2018 (zjazd) – 1. miejsce
17. Cortina d’Ampezzo – 19 stycznia 2018 (zjazd) – 1. miejsce
18. Åre – 14 marca 2018 (zjazd) – 2. miejsce
19. Åre – 15 marca 2018 (supergigant) – 1. miejsce
20. Garmisch-Partenkirchen – 26 stycznia 2019 (supergigant) – 2. miejsce
21. Garmisch-Partenkirchen – 27 stycznia 2019 (zjazd) – 2. miejsce
22. Crans Montana – 23 lutego 2019 (zjazd) – 1. miejsce
23. Sankt Moritz – 14 grudnia 2019 (supergigant) – 1. miejsce
24. Roza Chutor – 2 lutego 2020 (supergigant) – 2. miejsce
25. Val d’Isère – 18 grudnia 2020 (zjazd) – 2. miejsce
26. Val d’Isère – 19 grudnia 2020 (zjazd) – 1. miejsce
27. Sankt Anton – 9 stycznia 2021 (zjazd) – 1. miejsce
28. Crans Montana – 22 stycznia 2021 (zjazd) – 1. miejsce
29. Crans Montana – 23 stycznia 2021 (zjazd) – 1. miejsce
30. Lake Louise – 3 grudnia 2021 (zjazd) – 1. miejsce
31. Lake Louise – 4 grudnia 2021 (zjazd) – 1. miejsce
32. Lake Louise – 5 grudnia 2021 (supergigant) – 1. miejsce
33. Sankt Moritz – 11 grudnia 2021 (supergigant) – 2. miejsce
34. Val d’Isère – 18 grudnia 2021 (zjazd) – 1. miejsce
35. Val d’Isère – 19 grudnia 2021 (supergigant) – 1. miejsce
36. Cortina d’Ampezzo – 22 stycznia 2022 (zjazd) – 1. miejsce
37. Crans-Montana – 27 lutego 2022 (zjazd) – 3. miejsce
38. Lake Louise – 2 grudnia 2022 (zjazd) – 1. miejsce
39. Lake Louise – 3 grudnia 2022 (zjazd) – 1. miejsce
40. Sankt Moritz – 16 grudnia 2022 (zjazd) – 2. miejsce
41. Sankt Moritz – 17 grudnia 2022 (zjazd) – 1. miejsce
42. Cortina d’Ampezzo – 20 stycznia 2023 (zjazd) – 1. miejsce
43. Crans-Montana – 26 lutego 2023 (zjazd) – 1. miejsce
44. Kvitfjell – 4 marca 2023 (zjazd) – 2. miejsce
45. Soldeu – 15 marca 2023 (zjazd) – 2. miejsce
46. Sankt Moritz – 8 grudnia 2023 (supergigant) – 1. miejsce
47. Sankt Moritz − 9 grudnia 2023 (zjazd) – 2. miejsce
48. Val d’Isère – 17 grudnia 2023 (supergigant) – 3. miejsce
49. Altenmarkt-Zauchensee – 13 stycznia 2024 (zjazd) – 1. miejsce
50. Cortina d’Ampezzo – 26 stycznia 2024 (zjazd) – 3. miejsce
51. Cortina d’Ampezzo – 27 stycznia 2024 (zjazd) – 3. miejsce
52. Beaver Creek – 14 grudnia 2024 (zjazd) – 2. miejsce
53. Beaver Creek – 15 grudnia 2024 (supergigant) – 1. miejsce
54. Sankt Moritz – 21 grudnia 2024 (supergigant) – 3. miejsce
55. Cortina d’Ampezzo – 18 stycznia 2025 (zjazd) – 1. miejsce
56. Garmisch-Partenkirchen – 25 stycznia 2025 (zjazd) – 2. miejsce
57. Kvitfjell – 2 marca 2025 (supergigant) – 3. miejsce
58. La Thuile – 13 marca 2025 (supergigant) – 2. miejsce
59. La Thuile – 14 marca 2025 (supergigant) – 2. miejsce